# Palej
Pálej (ruso, Пáлех), es un pueblo en el óblast de Ivánovo, en Rusia central, definido como un asentamiento de tipo urbano, esto es, uno cuya economía no depende de la agricultura. La población, según el censo ruso de 2002 es de 5.814 habitantes; en el censo soviético de 1989 era de 6.202 personas.
Pálej tiene una historia muy larga de iconografía rusa, el arte de pintar iconos ortodoxos rusos para casas individuales e iglesias. Un buen ejemplo de la escuela de Pálej son los murales e iconos de la iglesia local de la Exaltación de la Cruz, construida en 1762–1774. El pueblo emergió como un centro líder de la pintura de iconos y mural rusa en el siglo XIX. 
Actualmente, Pálej es conocida sobre todo por sus miniaturas. Después de la Revolución de octubre con su abierta ideología ateísta, alrededor de 1923 los maestros de Pálej de iconografía comenzaron a pintar cajas de papel maché aplicando los mismos principios que habían aprendido de la pintura de iconos.
Usan principalmente pinturas de témpera de colores brillantes y pintar sobre un fondo negro. La obra usualmente representa temas de la vida real, cuentos de hadas, obras literarias y canciones folclóricas.